# Área Logística Palomar
El Área Logística Palomar es una unidad logística de la Fuerza Aérea Argentina con asiento en El Palomar y en la órbita del Comando de Material de esa fuerza armada.

## Reseña
La unidad logística fue creada el 8 de agosto de 2000 tras unificar el Grupo 1 de Construcciones y el Grupo Abastecimiento Palomar.
Su misión es el abastecimiento y provisión de material, así como de la construcción y mantenimiento de las instalaciones, pistas, calles de rodaje y plataformas, así como fuentes de energía eléctrica y agua. Se halla organizado en tres grupos: Grupo Abastecimiento, Construcciones y Base.
La Sala Histórica fundada en 1999 atesora la historia del Grupo 1 de Construcciones en la guerra del Atlántico Sur.